# Augustine Kiprono Choge
Augustine Kiprono Choge (Kenia, 21 de enero de 1987) es un atleta keniano especializado en la prueba de 3000 m, en la que consiguió ser medallista de bronce mundial en pista cubierta en 2016.

## Carrera deportiva
En el Campeonato Mundial de Atletismo en Pista Cubierta de 2016 ganó la medalla de bronce en los 3000 metros, llegando a meta en un tiempo de 7:47.43 segundos, tras el etíope Yomif Kejelcha y el estadounidense Ryan Hill (plata).